# Souk El Thenine (Tizi Ouzou)
Souk El Thenine (în arabă سوق الاثنين) este o comună din provincia Tizi Ouzou, Algeria.
Populația comunei este de 14.660 de locuitori (2008).